# Goniotermasia
Goniotermasia är ett släkte av fjärilar. Goniotermasia ingår i familjen nattflyn.
Kladogram enligt Catalogue of Life:
| Goniotermasia | \| \| Goniotermasia bistrigata \| \| \| \| \| \| Goniotermasia meeki \| \| \| \| |
|               | \| \| Goniotermasia bistrigata \| \| \| \| \| \| Goniotermasia meeki \| \| \| \| |
|               | Goniotermasia bistrigata                                                         |
|               |                                                                                  |
|               | Goniotermasia meeki                                                              |
|               |                                                                                  |